# Большая Речка (приток Чусовой)
Большая Речка — река в Свердловской области, приток Чусовой, впадает в нее справа в 250 км от устья. Длина реки 10 км. Протекает по территории городского округа «Город Нижний Тагил». Устье — на западной окраине села Сулём.

## Данные водного реестра
По данным государственного водного реестра России, река Большая Речка относится к Камскому бассейновому округу, речной бассейн — Кама, подбассейн — Кама до Куйбышевского водохранилища (без бассейнов рек Белой и Вятки), водохозяйственный участок — Чусовая от города Ревды до в/п посёлка Кын.
Код объекта в государственном водном реестре — 10010100612111100010621